# Minás Dimákis
Minás Dimákis (grego moderno: Μηνάς Δημάκης) (Heraclião, Creta, 1913 - Atenas, 1980) foi um poeta grego.
Filho de um comerciante, Georgios Dimákis e de María Metaxaki. Após a morte do pai em 1917, a mãe casou com Athanasio Spanoudaki, tendo dois filhos mais deste matrimónio: Ekaterini e Eleonora. A mãe morreu em. De 1919 a 1924 estudou no Liceu El Korais e em 1930 acabou os estudos secundários do Ginásio de Heraclião.
Até 1936 trabalhou em empresas familiares de comerciantes de uvas e depois foi empregado do serviço de turismo de Heraclião.
Em 1935 publicou o primeiro número da revista Folhas de arte (Φύλλα Τέχνης) em resultado do seu próprio esforço, a qual incluía poemas e traduções. A partir de 1937 trabalhou para o Banco da Grécia em Heraclião, sendo transferido para Atenas em 1943, ficando na capital até 1959, quando se retira para se dedicar à literatura.
Colaborou com a Frente de Libertação Nacional. Publicou ensaios críticos para o jornal Meridiano (Μεσημβρινή) entre 1966 e 1967. Entre os galardões literários que Dimákis obteve estão o Segundo Prémio Estatal de Poesia em 1960 e o Prémio da Academia de Ensaio em 1973. Minás Dimákis cometeu suicídio em Atenas em 1980.